# Liste des champions de la Dictée des Amériques
 (avril 2009).
Si vous disposez d'ouvrages ou d'articles de référence ou si vous connaissez des sites web de qualité traitant du thème abordé ici, merci de compléter l'article en donnant les références utiles à sa vérifiabilité et en les liant à la section « Notes et références ».
Voici la liste des champions de la Dictée des Amériques. 

## 1994
Environnement francophone :
- Junior :  Daniel Albert, Saint-Léonard (NB)
- Senior professionnel : Jacques Sormany, Chicoutimi (Qc)
- Senior amateur : Vincent Renaud, Ottawa (Ont)

Environnement non francophone : 
- Senior français langue seconde :  Ronald Cawthorn, Montréal, (Qc)

## 1995
Environnement francophone :
- Junior :  Nicolas Bartholdi, Nyon, Suisse
- Senior amateur :  Claude Boucher, Sherbrooke, Québec
- Senior professionnel : Marie-Christine Ketelslegers, Flémalle-Haute, Belgique

Environnement non francophone :
- Junior :  Chantal Vermette, Winnipeg, Manitoba
- Senior :  Laura Maciel Alves, Brésil

## 1996
Environnement francophone :
- Junior : Nancy Castillo, Bruxelles, Belgique
- Senior amateur : Johanne Brassard, Saint-Jovite, Québec, Canada
- Senior professionnel : Michèle Gras, Valréas, France

Environnement non francophone :
- Junior : Alana Demko, Yellowknife, Territoires du Nord-Ouest, Canada
- Senior : Monique McDonald, Vancouver Nord, Colombie-Britannique, Canada

## 1997
Environnement francophone :
- Junior : Vivienne Halleux, Villers-l'Évêque, Belgique
- Senior amateur : Luc-André d'Aragon, Verdun, Québec, Canada
- Senior professionnel : Christian Levesque, Maxéville, France

Environnement non francophone :
- Junior : Danielle Dubois, Saskatoon, Saskatchewan, Canada
- Senior : Lise Hudon-Bonin, Winnipeg, Manitoba, Canada

## 1998
Environnement francophone :
- Junior : Mireille Lépine, Laval, Québec, Canada
- Senior amateur : Yves Laurin, Montréal, Québec, Canada
- Senior professionnel : René Bouquet, Cannes, France

Environnement non francophone :
- Junior : Camila Bernales Jimenez, Santiago, Chili
- Senior : Danièle Rémillard, Whitehorse, Yukon, Canada

## 1999
Environnement francophone :
- Junior : Marc Ethier, Gatineau, Québec, Canada
- Senior amateur : Philippe Loriot, Saint-Herblain, France
- Senior professionnel : André Cherpillod, Courgenard, France

Environnement non francophone :
- Junior : Heidi Garand, Regina, Saskatchewan, Canada
- Senior : Monique McDonald, Vancouver Nord, Colombie-Britannique, Canada

## 2000
Environnement francophone :
- Junior : Monique Snow, Caraquet, Nouveau-Brunswick, Canada
- Senior amateur : Jean-Marie Billy, Namur, Belgique
- Senior professionnel : Guy Deschamps, Saint-Martin-des-Besaces, France

Environnement non francophone :
- Junior : Anton Côté-Iorga, Regina, Saskatchewan, Canada
- Senior : Nésida Loyer, Calgary, Alberta, Canada

## 2001
Environnement francophone :
- Junior : Samuel Sonck, Court-Saint-Étienne, Belgique
- Senior amateur : Yves Laurin, Montréal, Québec, Canada
- Senior professionnel : Philippe Girard, Canisy, France

Environnement non francophone :
- Junior : Eliane Cloutier, Vancouver, Colombie-Britannique, Canada
- Senior : Laurent Chabin, Calgary, Alberta, Canada

## 2002
Environnement francophone :
- Junior : Edward Huylebrouck, Bruxelles, Belgique
- Senior amateur : Louis Prémont, Québec, Québec, Canada
- Senior professionnel : Jean Richir, Bruxelles, Belgique

Environnement non francophone :
- Junior : Stéphanie Chouinard, Labrador City, Terre-Neuve, Canada
- Senior : Lise Archambault, Victoria, Colombie-Britannique, Canada

## 2003
Environnement francophone :
- Junior : Alexandra Lao, Montréal, Québec, Canada
- Senior amateur : Claude Vanhaverbeke, Faches-Thumesnil, France
- Senior professionnel : Line Cros, Frontignan, France

Environnement non francophone :
- Junior : Mélanie St-Onge, Edmonton, Alberta, Canada
- Senior : Raquel Gutiérrez-Estupinán, Puebla, Mexique

## 2004
Environnement francophone :
- Junior : Côme Vuille, Collombey-Muraz, Suisse
- Senior amateur : Marie Gingras, Ottawa, Ontario, Canada
- Senior professionnel : Olivier Dami, Genève, Suisse

Environnement non francophone :
- Junior : Maryse Chartier, Lorette, Manitoba, Canada
- Senior : Michel Savard, Saint-Jean, Terre-Neuve, Canada

## 2005
Environnement francophone :
- Junior : Blandine Clanet, Meudon, France
- Senior amateur : Benoît Delafontaine, Échichens, Suisse
- Senior professionnel : Karim Andréys-Kéroui, Dijon, France

Environnement non francophone :
- Junior : Huan Sheng, Shanghai, Chine
- Senior : Monique McDonald, Vancouver Nord, Colombie-Britannique, Canada

## 2006
Environnement francophone :
- Junior : Hugo Delafontaine, Échichens, Suisse
- Senior amateur : Philippe Loriot, Saint-Herblain, France
- Senior professionnel : Bruno Dewaele, Hazebrouck, France

Environnement non francophone :
- Junior : Stéphania Lazar, Bucarest, Roumanie
- Senior : Anne Moreau Bourg, Lewiston, Maine, États-Unis

## 2007
Environnement francophone :
- Junior : Éloïse Eysseric, Saint-Bruno, Québec, Canada
- Senior amateur : Philippe Sanspoux, Nivelles, Belgique
- Senior professionnel : François Robillard, Saint-Hyacinthe, Québec, Canada

Environnement non francophone :
- Junior : Kalina E. Tsvetanova, Sofia, Bulgarie
- Senior : Fiyala Hatfout, Alger, Algérie

## 2008
Environnement francophone :
- Junior : Clovis Roussy, Cap d'Espoir, Québec, Canada
- Senior amateur : Denis Giguère, Québec, Québec, Canada
- Senior professionnel : Janine Laurencin, Ottawa, Ontario, Canada

Environnement non francophone :
- Junior : Marianne Leurent, Saint-Domingue, République dominicaine
- Senior : Elias El Gemayel, Ghadir, Liban

## 2009
Environnement francophone :
- Junior : Florian Widmer, Vinzel, Suisse
- Senior amateur : Paul Levart, Vanves, France
- Senior professionnel : Daniel Malo, Brétigny-sur-Orge, France

Environnement non francophone :
- Junior : Hana Afifi, Égypte
- Senior : Louafi Habid, Algérie